# Leo Mildenberg
Leo Mildenberg (* 14. Februar 1913 in Kassel; † 14. Januar 2001 in Zürich) war ein deutscher Numismatiker, Münzhändler und Antikensammler.

## Leben und Werk
Er besuchte die Schule in Bad Mergentheim und Schwäbisch Hall und studierte anschließend Alte Geschichte und Semitistik in Frankfurt, Leipzig und nach seiner Flucht als Jude aus Deutschland an der Universität Dorpat, wo er 1938 promoviert wurde. Hier lehrte er auch als Dozent für orientalische und semitische Sprachen, bis er 1941, jetzt als Deutscher, nach Kasachstan deportiert wurde. 1947 emigrierte er in die Schweiz. Hier gründete er in Zürich die Numismatische Abteilung der Bank Leu, deren Direktor er später wurde und die er bis zu seinem Ruhestand 1990 leitete. Er baute die Firma zu einem der führenden Händler von antiken Münzen aus. 1954 bis 1969 leitete er zusammen mit seinem Freund und Fachgenossen Hermann Rosenberg die weltweit beachteten Luzerner Münzauktionen.
Daneben war er wissenschaftlich tätig auf dem Gebiet der Numismatik, insbesondere der antiken jüdischen Münzprägung. Er war als Förderer und Organisator der Numismatik aktiv, was ihm zahlreiche Ehrungen einbrachte, so war er etwa 1966-79 Herausgeber der Schweizerischen Numismatischen Rundschau, 1980 wurde er zum Ehrenmitglied der International Association of Professional Numismatists ernannt, 1985 wurde ihm die Archer M. Huntington Medal der American Numismatic Society verliehen, 1994 erhielt er den Otto-Paul-Wenger-Preis des Verbandes der Schweizerischen Berufsnumismatiker, 1995 wurde er zum Ehrendoktor der Universität Tübingen ernannt, 1999 wurde er zum Ehrenmitglied der Royal Numismatic Society in London ernannt.
Seit 1950 trug er eine Sammlung von Tierdarstellungen aus dem Altertum zusammen, die zur größten in der Welt wurde. 1981 bis 1999 fanden mehrere Ausstellungen seiner Sammlung in zahlreichen Orten der USA, Europas und Israels statt. Die Sammlung wurde auf seinen Wunsch hin nach seinem Tode größtenteils 2004/05 bei Christie’s in London versteigert.

## Porträt
- 1983 Porträt-Medaille, 50 mm, 1 Silberexemplar und 200 Bronzeexemplare auf seinen 70. Geburtstag. Medailleur: Fernando Calico Rebull, Barcelona

## Schriften (Auswahl)
- The Coinage of the Bar Kokhba War. Aarau, Frankfurt, Salzburg, Sauerländer 1984. ISBN 3-7941-2634-3
- Vestigia leonis. Studien zur antiken Numismatik Israels, Palästinas und der östlichen Mittelmeerwelt, hrsg. von Ulrich Huebner und Ernst Axel Knauf (= Novum Testamentum et Orbis Antiquus 36). Fribourg - Göttingen 1998. ISBN 3-525-53907-X; ISBN 3-7278-1155-2 [darin S. XV-XXI: Bibliographie Leo Mildenberg]

Kataloge der Sammlung Mildenberg
- Arielle P. Kozloff (Hrsg.): Animals in Ancient Art from the Leo Mildenberg Collection. Cleveland, The Cleveland Museum of Art 1981, ISBN 0-910386-65-X
- Ulrich Gehrig (Hrsg.): Tierbilder aus vier Jahrtausenden. Antiken der Sammlung Mildenberg. Mainz, Zabern 1983. ISBN 3-8053-0737-3
- Arielle P. Kozloff, David Gordon Mitten, Michel Sguaitamatti: More Animals in Ancient Art from the Leo Mildenberg Collection. ([Animals in ancient art from the Leo Mildenberg collection ; 2]) Mainz, Zabern 1986. ISBN 3-8053-0927-9
- Alan S. Walker (Hrsg.): Animals in ancient art from the Leo Mildenberg collection, part 3. Mainz, Zabern 1996. ISBN 3-8053-1905-3
- Gisela Zahlhaas: Aus Noahs Arche. Tierbilder der Sammlung Mildenberg aus fünf Jahrtausenden ; [München, Prähistorische Staatssammlung, vom 11. Oktober 1996 bis 12. Januar 1997 ; Mannheim, Reiss-Museum, vom 13. April 1997 bis 22. Juni 1997]. Mainz,  Zabern 1996. ISBN 3-8053-1905-3, ISBN 3-8053-1995-9
- Out of Noah's ark. Animals in ancient art from the Leo Mildenberg collection, edited and adapted by Patricia Erhart Mottahedeh from the German, Aus Noahs Arche, by Gisela Zahlhaas. Mainz, Zabern 1997. ISBN 3-8053-2347-6.
- Mit-têvãtô sel N¯oa.h : .hayyôt bã-ommãnût haq-qedûmã ; m¯e-ôsef Lê'ô Mîldenberg. Jerusalem, Bible Lands Museum [1997]. ISBN 965-702-701-2
- „Couched as a lion ... who shall rouse him up“ (Genesis 49:9); depictions of animals form the Leo Mildenberg Collection. Haifa, Reuben and Edith Hecht Museum, University of Haifa 1999. ISBN 965-7034-07-8
- Jane Biers (Hrsg.): A Peaceable Kingdom: Animals in Ancient Art from the Leo Mildenberg Collection, Part VI. Mainz, Zabern 2004. ISBN 3-8053-3395-1
- A peaceable kingdom. The Leo Mildenberg Collection of ancient animals. Tuesday, 26 and Wednesday 27 October 2004. London, Christie’s 2004
- Antiquities : Wednesday 20 April 2005: including property from the Leo Mildenberg collection. London, Christie´s 2005